# Grocka
Grocka (cyr. Гроцка) – miasto w Serbii, w mieście Belgrad, siedziba gminy miejskiej Grocka. W 2011 roku liczyło 8441 mieszkańców.